# Ludwig Philipp Hahn
Ludwig Philipp Hahn (* 22. März 1746 in Trippstadt; † 1814) war ein deutscher Beamter sowie Dichter und Autor von Theaterstücken. Er ist in die Zeit des Sturm und Drang (auch: Geniezeit) einzuordnen.

## Leben
Der Sohn eines Pfarrers war ab 1777 Beamter (zuletzt Rechnungsrevisor) in Zweibrücken, Lützelstein und wieder Zweibrücken. Als Teilhaber der „Hahn’schen privilegirten Buchdruckerei und Buchhandlung“ in Zweibrücken war Hahn ab 1785 auch buchhändlerisch und journalistisch tätig. Schriftstellerisch betätigte er sich in seiner Freizeit. Er war ab 1777 verheiratet.
Hahn lernte bei einem längeren Aufenthalt in Ulm Christian Schubart kennen. Dieser ließ sich von dem schriftstellerischen Können Hahns begeistern und unterstützte Hahn bei der Erstveröffentlichung von „Der Aufruhr zu Pisa“ (Trauerspiel, nach Vorbild von Gerstenbergs Ugolino). Es folgten Karl von Adelsberg (1776, Ehetragödie), Zill und Margreth (1781, Mordgeschichte, Bürger gewidmet), Robert von Hohenecken (1778, nach Vorbild von Johann Wolfgang Goethes Götz von Berlichingen sowie des Otto von Klinger) und Wallrad und Evchen (Singspiel, 1782).
Kritiker empfanden seine Dramatik und Lyrik ein Jahrhundert später (1879) als „ekelhaft“ und „schmutzig“, die volkstümlichen Figuren seien als „roh“ bloßgestellt, insbesondere der „Robert von Hohenecken“ sei „platt“ den Vorbildern nachgeahmt. Erich Schmidt, der Rezensent, beschreibt Hahns Manier als „Grelle Farben, viel Lärm, pöbelhafter Naturalismus, unsinnige Hyperbeln, [...] Unvermögen [...], in der Lyrik ohne Erfolg“, da er frei, „französisch“ und „Lessingisch“ komponiert habe.

## Quelle
- Erich Schmidt: Hahn, Ludwig Philipp. In: Allgemeine Deutsche Biographie (ADB). Band 10, Duncker & Humblot, Leipzig 1879, S. 371 f.

## Werkausgabe
- Sämtliche Dramen. Der Aufruhr zu Pisa – Graf Karl von Adelsberg – Robert von Hohenecken. Mit Rezeptionszeugnissen und einem Nachwort herausgegeben von Gregor Babelotzky. Röhrig Universitätsverlag, St. Ingbert 2019, ISBN 978-3-86110-738-5.
- Ausgewählte Werke. Herausgegeben von Matthias Luserke-Jaqui. Königshausen & Neumann, Würzburg 2019, ISBN 978-3-8260-6718-1.

| Personendaten    | Personendaten             |
| ---------------- | ------------------------- |
| NAME             | Hahn, Ludwig Philipp      |
| KURZBESCHREIBUNG | deutscher Beamter Dichter |
| GEBURTSDATUM     | 22. März 1746             |
| GEBURTSORT       | Trippstadt                |
| STERBEDATUM      | 1814                      |